# De Stijl (álbum)
De Stijl é o segundo álbum de estúdio da banda americana The White Stripes, lançado em 20 de junho de 2000 pela gravadora independente Sympathy for the Record Industry. O álbum chegou à 38ª colocação na Billboard Top Independent Albums O álbum é decicado a Rietveld e Blind Willie McTell.
"De Stijl" é um movimento artístico holandês, é o mesmo que dizer a vanguarda do neoplastissismo divulgado por esta revista, De Stijl, o que significa "O Estilo". O vocalista/guitarrista Jack White admira o movimento, especialmente o designer de móveis Gerrit Rietveld, que também projetou a Casa Rietveld Schröder, que foi visitada por Jack e Meg White.
No dia 5 de fevereiro de 2008, a locutora da rádio Radio-Canada (que pertence a Canadian Broadcasting Corporation) Dominique Payette processou os White Stripes por usarem um trecho de dez segundos de uma entevista dela com uma garotinha no começo da faixa "Jumble, Jumble". Ela exige 70 mil dólares por danos e a remoção do álbum De Stijl das lojas.
| Críticas profissionais                                                      | Críticas profissionais |
| Avaliações da crítica                                                       | Avaliações da crítica  |
| Fonte                                                                       | Avaliação              |
| --------------------------------------------------------------------------- | ---------------------- |
| allmusic                                                                    | [ 3 ]                  |
| Pitchfork Media                                                             | (9,0/10)               |
| Rolling Stone                                                               | [ 5 ]                  |
| Esta tabela precisa de ser acompanhada por texto em prosa. Consulte o guia. |                        |

## Faixas
Todas as músicas por The White Stripes, exceto onde especificado.
Lado um
1. "You're Pretty Good Looking (For a Girl)" - 1:49
2. "Hello Operator" - 2:36
3. "Little Bird" - 3:06
4. "Apple Blossom" - 2:13
5. "I'm Bound to Pack It Up" - 3:09
6. "Death Letter (Eddie James "Son" House) - 4:29
7. "Sister, Do You Know My Name?" - 2:51

Lado dois
1. "Truth Doesn't Make a Noise" - 3:14
2. "A Boy's Best Friend" - 4:22
3. "Let's Build a Home" - 1:58
4. "Jumble, Jumble" - 1:53
5. "Why Can't You Be Nicer to Me?" - 3:22
6. "Your Southern Can Is Mine" (William Samuel "Blind Willie" McTell) - 2:29

## Formação
- Jack White – guitarra, piano, vocais
- Meg White – bateria, tamborim, timbalão de chão
- John Szymanski – gaita
- Paul Henry Ossy – violino em "I'm Bound to Pack It Up" e violino elétrico em "Why Can't You Be Nicer to Me?"